# Таганрог-Центральний (аеродром)
Таганрог-Центральний — військовий аеродром в місті Таганрог Ростовської області РФ, на ньому дислокується 708-й військово-транспортний авіаційний полк 18-тої ВТАД військово-транспортної авіації РФ.

## Історія
Аеродром, що має офіційну назву "Таганрог-Центральний", почав будуватися в 1938 для забезпечення льотної підготовки курсантів Таганрозької військово-авіаційної школи пілотів імені В.П. Чкалова.
У 1942 було сформовано 708-й військово-транспортний авіаційний полк (ВТАП)
У 1992 на аеродром Таганрог було перебазовано 708-й ВТАП, оснащений військово-транспортними літаками Іл-76МД.
На аеродромі в 1995 створено музей авіаційної техніки.

### Російсько-українська війна
1 березня 2022 на аеродромі стався вибух. За деякими повідомленнями очевидців, загорівся літак Іл-76 після влучання ракети.
23 липня 2023 Міноборони РФ повідомило, що збило українську ракету, а уламки впали на місто Таганрог. Це трапилось приблизно за 10 км від аеродрому, де у травні було помічено літак далекого радіолокаційного виявлення А-50 та бомбардувальники-ракетоносці Ту-95.